# 2016年リオデジャネイロオリンピックのアラブ首長国連邦選手団
2016年リオデジャネイロオリンピックのアラブ首長国連邦選手団（2016ねんリオデジャネイロオリンピックのアラブ首長国連邦せんしゅだん）は、2016年8月5日から8月21日にかけてブラジルのリオデジャネイロで開催された2016年リオデジャネイロオリンピックのアラブ首長国連邦選手団、およびその競技結果。

## 概要
今大会は銅メダル1個を獲得した。
柔道男子81kg級でセルジュ・トマが銅メダルを獲得した。アラブ首長国連邦の選手がこれまでにオリンピックで獲得したメダルは、2004年アテネオリンピック射撃競技男子ダブルトラップでアハメド・アル＝マクトゥームが獲得した金メダルと今回セルジュ・トマが獲得した銅メダルで2個目となった。

## メダル
| メダル | 選手名         | 競技 | 種目       |
| ------ | -------------- | ---- | ---------- |
| 銅     | セルジュ・トマ | 柔道 | 男子81kg級 |